# L'Estrada (Prullans)
L'Estrada és un paratge del terme municipal de Tremp, al Pallars Jussà, dins de l'antic terme de Fígols de Tremp.
Està situat a ran i al nord de la carretera C-1311 en el seu punt quilomètric número 2, a banda i banda del barranc de Prullans.